# Äijänsaari (ö i Birkaland, Övre Birkaland, lat 62,26, long 23,61)
Äijänsaari är en ö i Finland. Den ligger i sjön Vermasjärvi och i kommunen Virdois i den ekonomiska regionen  Övre Birkalands ekonomiska region  och landskapet Birkaland, i den sydvästra delen av landet, 240 km norr om huvudstaden Helsingfors. Öns area är 3 hektar och dess största längd är 250 meter i nord-sydlig riktning.